# Срашен
Срашен (ранее Килисакенд или Клисакенд) — село в Сюникской области Республики Армения, примерно в 16 км к юго-востоку от Капана, на высоте 980—1060 м над уровнем моря.

## История
В списке Степаноса Орбеляна название Срашен не существует. Вероятно, это было бывшее монастырское село Погос. По царским камерным (приходским) описаниям село Срашен в 1832 году имело 16 приходов с 97 жителями. Ранее село носила название Килисакенд или Клисакенд.
В царских камерных описаниях это село также известно как Килисакенд. «Килиса» переводится с турецкого как церковь, а «кенд» — село, то есть церковное село. Разумеется, имеется в виду церковь Св. Рипсиме (XVII век), построенная на окраине села.
Село Килисакенд входило в состав Зангезурского уезда Елизаветпольской губернии Российской империи. В советские годы входил в состав Зангезурского района Армянской ССР, а с 1930 года — в состав Капанского района. С 1995 года входит в состав Сюникской области РА. С 2017 года входит в состав общины Капан.
В селе уважали за шелководство, которым занимались ещё в досоветский период. Согласно легенде, жители Срашена перешли Худапиринский мост в Персию, оттуда привезли в село саженцы тутового дерева. Лучшим шелкопрядчиком в этих сторонах был назван Мкртич из села Срашен.
Село издавна славится своими фруктовыми садами. В начале 1980-х гг. вода от насосной станции, построенной в районе парка Сосинер, перекачивалась на обширные пахотные земли Срашена, что помогало орошать пашни и сады, годами дававшие обильные урожаи. В 1965 году колхоз «Срашен» был объединен с Шикаохским госхозом. Основными занятиями были скотоводство, табаководство, садоводство, производство зерна. В 1991 году, после приватизации земли, деревня стала частной фермой. В 1989 году на протяжении всей карабахской войны в селе проживало 108 жителей, что не мешало Срашену оставаться одним из самых героических сел на границе. Многие жители Срашена, а также волонтеры, приехавшие на помощь из-за рубежа, отдали свои жизни, чтобы защитить село.
Ниже села мавзолеи были обнаружены в местности под названием Пшонц. К северо-западу, на восточном склоне горы Чанчаптук, находится разрушенное село Сгнахатех. Рядом находятся руины средневекового замка. К востоку от села, на берегу реки Шикаох, находятся запасы медных рудников, которые, несомненно, добывались в далеком прошлом. Некоторые жители Срашена — местные жители. Другая часть, по свидетельству старейшин, переселилась сюда из Гарадага, из села Аскулум на правом берегу реки Вохчи, а позднее из села Иротманц (Гургулу). Село значительно пострадало во время Первой карабахской войны.

## Население
По результатам переписи РА в 2011 г. постоянное население Срашена составляло 90 человек, нынешнее — 83 человека. Село всегда было заселено армянами, некоторые из предков которых прибыли из Гарадага в 19 веке.
| Год           | 1831 | 1873 | 1897 | 1926 | 1939 | 1959 | 1970 | 1979 | 1989 | 2001 | 2011 |
| Число жителей | 101  | 78   | 235  | 470  | 414  | 245  | 171  | 114  | 108  | 105  | 90   |

## Хозяйство
Население занимается животноводством, табаководством и садоводством.

## Памятники природы
- Река Аверадзор
- Дажахпюр
- Гнилой источник
- Ахиахпюр (Шорахпюр)
- Минеральная вода на правом берегу реки Шикаох, на окраине села Срашен
- Хачкарут

## Историко-культурные сооружения
- Срашенское старое кладбище
- Руины средневекового замка
- Мельница (раскол Бабун на реке Шикахох)
- Церковь Св. Рипсиме, 17 век, расположена на окраине села, трехнефная базилика.
- Памятник сельчанам, погибшим во Второй мировой войне, 1967 г., находится в центре села, у церкви.
- Хачкар, посвященный жертвам карабахской войны
- Броня во время Летней войны 1992 г. (восстановлена)

## Школа
О приходской школе села есть упоминание в списке армянских благотворительных школ Кавказа 1908 года. В советское время действовала начальная школа. Дети получали среднее образование в средних школах Шикаоха и Капана. В Национальном архиве РА хранится петиция срашенцев об открытии в селе церковно-приходской школы Католикосу Всех Армян Геворгу V:
Прошение Католикосу Геворгу V от жителей села Срашен Капанского района  
открыть в селе церковно-приходскую школу от 3 декабря  1917 года.
Его Святейшеству Верховному Патриарху и Католикосу Всех Армян Геворгу V смиренное прошение от прихожан села Срашен. Ваше Святейшество, все пятьдесят два (52) правопреемных прихожан церкви Святой Рипсиме села Срашен Капанского района, прислушиваясь к наставлениям епархиального инспектора господина Ованнеса Геворгбекяна, осознавая высокое значение образования и воспитания, основали 1 ноября сего года церковно-приходскую школу, и, посему сыновним смирением просим святым Вашим кондаком утвердить открытие и направить Ваши пастырские благословения. С чувством трепетной надежды веруем, что Ваше Святейшество с благоговейным вниманием отнесется к проблеме и не откажет нам.
- Газар Багдасарянц
Бабаджан Галустян
Арзуман Аванесян